# Temon (Baturetno)
Temon is een bestuurslaag in het regentschap Wonogiri van de provincie Midden-Java, Indonesië. Temon telt 1702 inwoners (volkstelling 2010).